# 코페아 리베리카

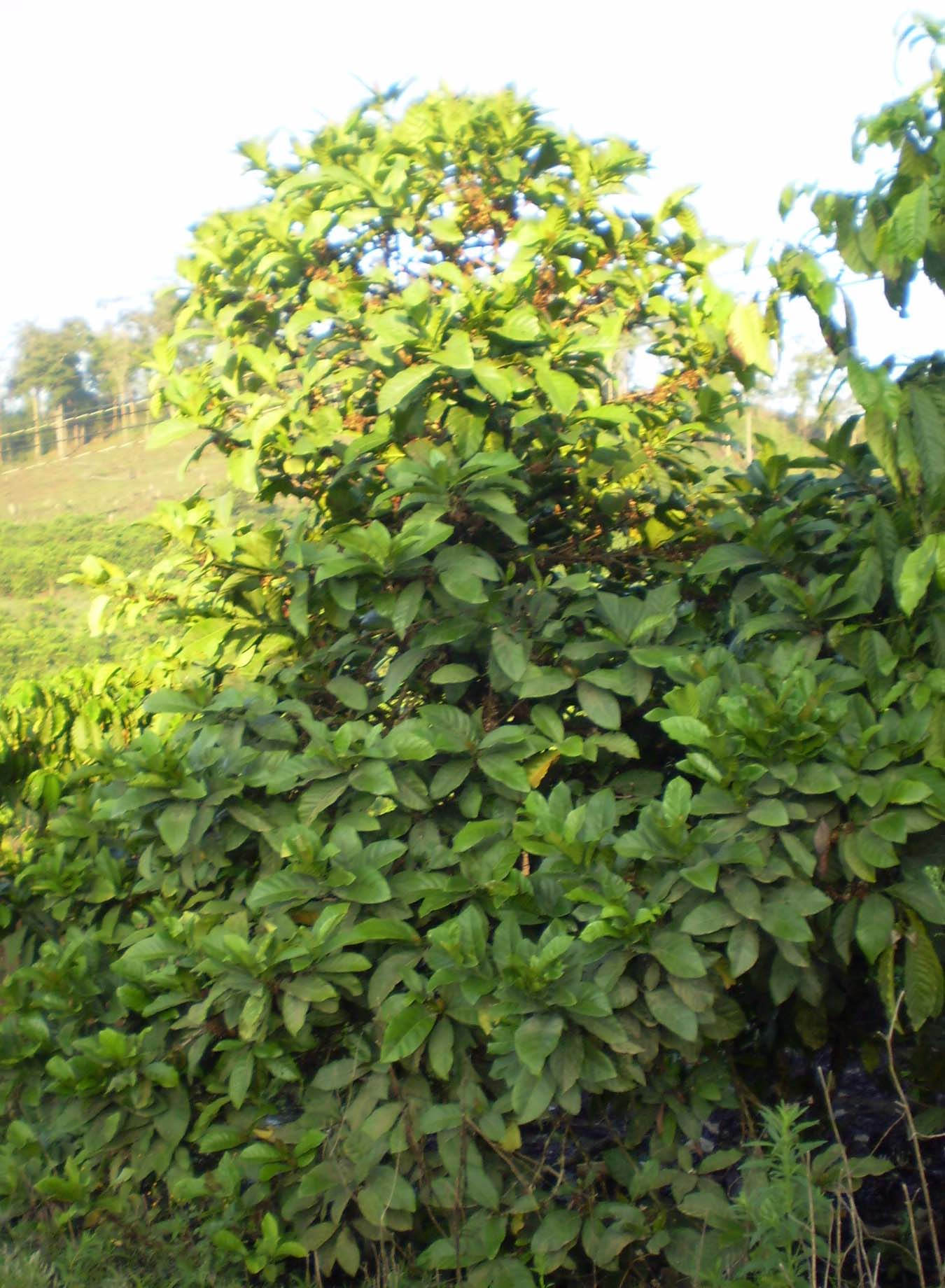
베트남의 코페아 리베리카 나무

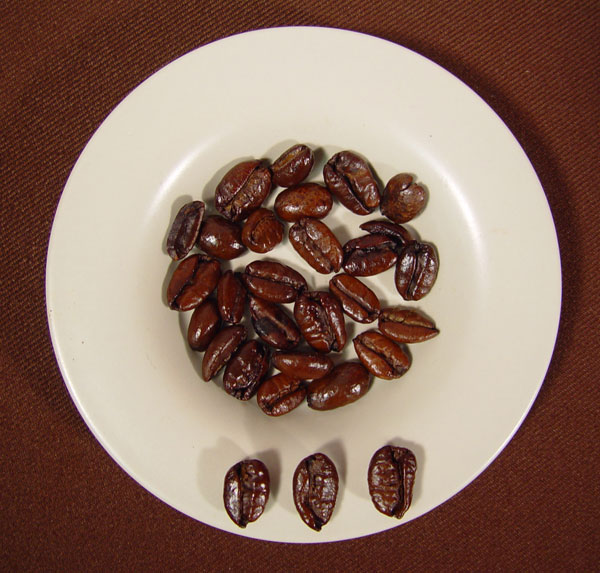
필리핀의 코페아 리베리카콩

코페아 리베리카(Coffea liberica) 또는 라이베리아 커피(Liberian coffee)는 꼭두서니과(Rubiaceae)에 속하는 속씨식물의 일종으로 커피가 생산된다. 서부 및 중앙 아프리카(라이베리아에서 우간다, 앙골라까지)가 원산지이며 콜롬비아, 베네수엘라, 보르네오섬 및 자와섬을 포함한 지역에 귀화되었다.

## 설명
코페아 리베리카 나무는 키가 매우 커서 높이가 최대 20m(66피트)에 이르다. 사다리를 이용해 수확한다. 바라코의 체리, 콩, 잎의 크기도 모든 커피 품종 중에서 가장 크다.
리베리카 콩의 모양은 다른 상업용 종(arabica, robusta) 및 품종(liberica var. dewevrei) 중에서 독특하다. 한쪽이 다른 쪽보다 짧은 비대칭 구조로 끝에 특징적인 "고리"(hook)가 만들어진다. 중앙 고랑도 다른 커피 원두에 비해 들쭉날쭉하다.